# Wilson Marentes
Marentes  Torres est un nom espagnol. Le premier nom de famille, en général paternel, est Marentes ; le second, en général maternel, souvent omis, est Torres.
Wilson Alexander Marentes Torres, né à Facatativá (département de Cundinamarca) le 8 août 1985, est un coureur cycliste colombien.

## Biographie
Pendant deux ans, il participe au projet insufflé par l'ancien ministre des sports colombien, Jairo Clopatofsky. Le manager Claudio Corti, l'avait choisi à la fin 2011, pour intégrer la formation Colombia-Coldeportes, représentant le cyclisme colombien au plus haut niveau (quasi exclusivement en Europe). Durant cette période, il n'inscrit que quatre points à l'UCI Europe Tour, en 2012, grâce à une anecdotique cinquième place, à l’arrivée de la sixième étape du Tour du Portugal. Il réussit à terminer, également, plusieurs épreuves UCI World Tour comme Tirreno-Adriatico 2012, les Flèches wallonnes 2012 et 2013 et son premier grand tour, le Tour d'Italie 2013, mais, à chaque fois, dans les profondeurs du classement général.
À la fin 2013, la direction technique de l'équipe Colombia décide de ne pas le conserver dans ses rangs, malgré sa volonté de continuer l'aventure. Il trouve, alors, un accord pour une saison, avec son ancienne formation Formesán. Selon lui, il a réalisé un rêve en représentant son pays à l'étranger. L’expérience qu'il a vécu, loin de ses proches, est très positive.  Elle a fait progresser conjointement l'homme et le cycliste. Il est devenu plus mûr, plus complet et plus confiant. Les objectifs qu'il s'est fixés pour 2014 sont de permettre à ses leaders (comme Félix Cárdenas) de réaliser de bons Tour de Colombie et Clásico RCN. Personnellement, il cible des Clásicas, comme celle de Anapoima ou la Vuelta al Valle, où il peut trouver des parcours à sa convenance, pour s'imposer dans des étapes. Dans un avenir plus lointain, il espère devenir un protagoniste dans le Tour de Colombie et le Clásico RCN et retrouver un contrat pour concourir en Europe.
En début de saison 2014, validant ses progrès, il s'impose dans le XII Premio Augusto Triana, course disputée, chaque année, en hommage au coureur disparu.

## Palmarès sur route
- 2006
  - 4e et 5e étapes du Tour du Guatemala
  - 3e du championnat de Colombie du contre-la-montre espoirs
- 2007
  -  Champion de Colombie du contre-la-montre espoirs
  - 3e étape de la Clásica de Anapoima
  - 1re étape du Tour de Colombie espoirs
  - 1re étape de la Vuelta a Cundinamarca
  - 2e de la Vuelta a Cundinamarca
- 2008
  - 3e étape de la Clásica de Anapoima
  - 12e étape du Tour de Colombie[8]
- 2011
  - 2e étape de la Clásica de Girardot
  - 2e de la Vuelta al Valle del Cauca
  - 2e du championnat de Colombie du contre-la-montre
- 2014
  - 6eb étape de la Vuelta a la Independencia Nacional
- 2016
  - 1re étape de la Clásica de Fusagasugá (contre-la-montre)
  - 13e étape du Tour de Colombie

## Résultats sur les grands tours

### Tour d'Italie
1 participation
- 2013 : 162e du classement général.

## Classements mondiaux
| Année            | 2007 | 2008 | 2009 | 2010 | 2011 | 2012  | 2013 | 2014 |
| ---------------- | ---- | ---- | ---- | ---- | ---- | ----- | ---- | ---- |
| UCI America Tour | 74e  | 204e |      |      |      |       |      | 144e |
| UCI Europe Tour  |      |      |      |      |      | 1067e |      |      |

## Palmarès sur piste

### Championnats de Colombie
- Medellín 2010
  -  Médaillé d'argent de la course à l'américaine[13].
  -  Médaillé de bronze de l'omnium[14].
- Bogota 2011
  -  Médaillé de bronze de la poursuite par équipes (avec Walter Pedraza, Nelson Castillo et Daniel Balsero)[15].
- Cali 2015
  -  Médaillé d'argent de la course à l'américaine (avec Steven Cuesta)[16].